# Cornelis Ryckwaert
Cornelis Ryckwaert (* in Utrecht; † 9. November 1693 in Küstrin) war ein niederländischer Baumeister und Ingenieur.
Er stand seit 1667 in brandenburgischen Diensten für Kurfürst Friedrich Wilhelm, dessen niederländische Gemahlin Luise Henriette von Oranien im selben Jahr starb, und wurde Festungsbauleiter auf der Festung Küstrin. Die Eheleute hatten schon viele andere niederländische Architekten, Ingenieure, Künstler und Handwerker nach Brandenburg berufen.
Er nahm in Küstrin seinen Wohnsitz und behielt ihn bis zu seinem Tod bei. Er wurde jedoch auch in anderen Regionen für bedeutende Schlossbauten herangezogen, allen voran für das fürstliche Residenzschloss in Zerbst, das aber erst später in veränderter Form vollendet wurde, ferner die Zerbster Trinitatiskirche und das Landschloss Coswig (ebenfalls für das Fürstenhaus Anhalt-Zerbst). Für Luise Henriettes Schwester Henriette Catharina von Anhalt-Dessau erbaute er um 1685 das Schloss Oranienbaum, im östlichen Brandenburg, entstanden Schloss Sonnenburg, Schloss Schwedt, das Junkerhaus Frankfurt und Schloss Groß Rietz.
Wie Wilhelm van Kempen feststellte, war das Bauschaffen von Ryckwaert durch das Werk seines Landsmanns Pieter Post beeinflusst, „aus der Postschen Schule hervorgegangen“ und zeichnete sich „mit einem Gefühl für die Gesamtwirkung durch holländische Sachlichkeit und Nüchternheit aus“.

## Werke (Auswahl)
- Ordensschloss Sonnenburg, Sitz der Herrenmeister des Johanniterordens der Ballei Brandenburg (1662–1667, ausgebrannt 1973)[2]
- Schloss Schwedt (1670, zerstört 1945, 1962 gesprengt) und Stadtgestaltung Schwedt (1685)
- Schloss Coswig, (Erneuerung des Südflügels 1676 -. 1679)
- Junkerhaus (Frankfurt (Oder)) (1670–1690)
- Schloss Zerbst (1681–1696, zerstört 1945, danach gesprengt)
- Gierbrücke über die Elbe bei Dessau (1682, ersetzt 1709) als Behelfsbrücke für die am 10. Mai 1631 im Dreißigjährigen Krieg durch die kaiserlichen Truppen zerstörte Brücke
- Entwurf der Kolonnaden, „Buden“, am Schlossplatz Dessau
- Trinitatiskirche Zerbst (1682)
- Schloss Oranienbaum und Stadtanlage Oranienbaum (1683–1698)
- Schloss Groß Rietz (1693–1700)

## Bilder

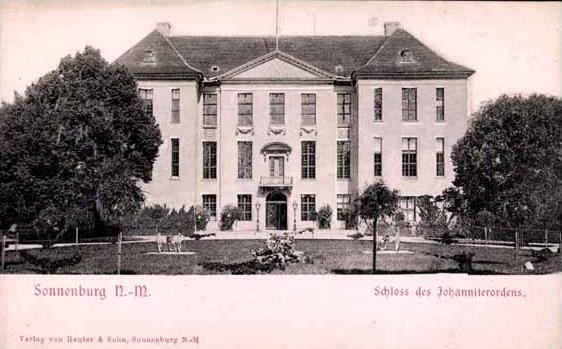
Ordensschloss Sonnenburg
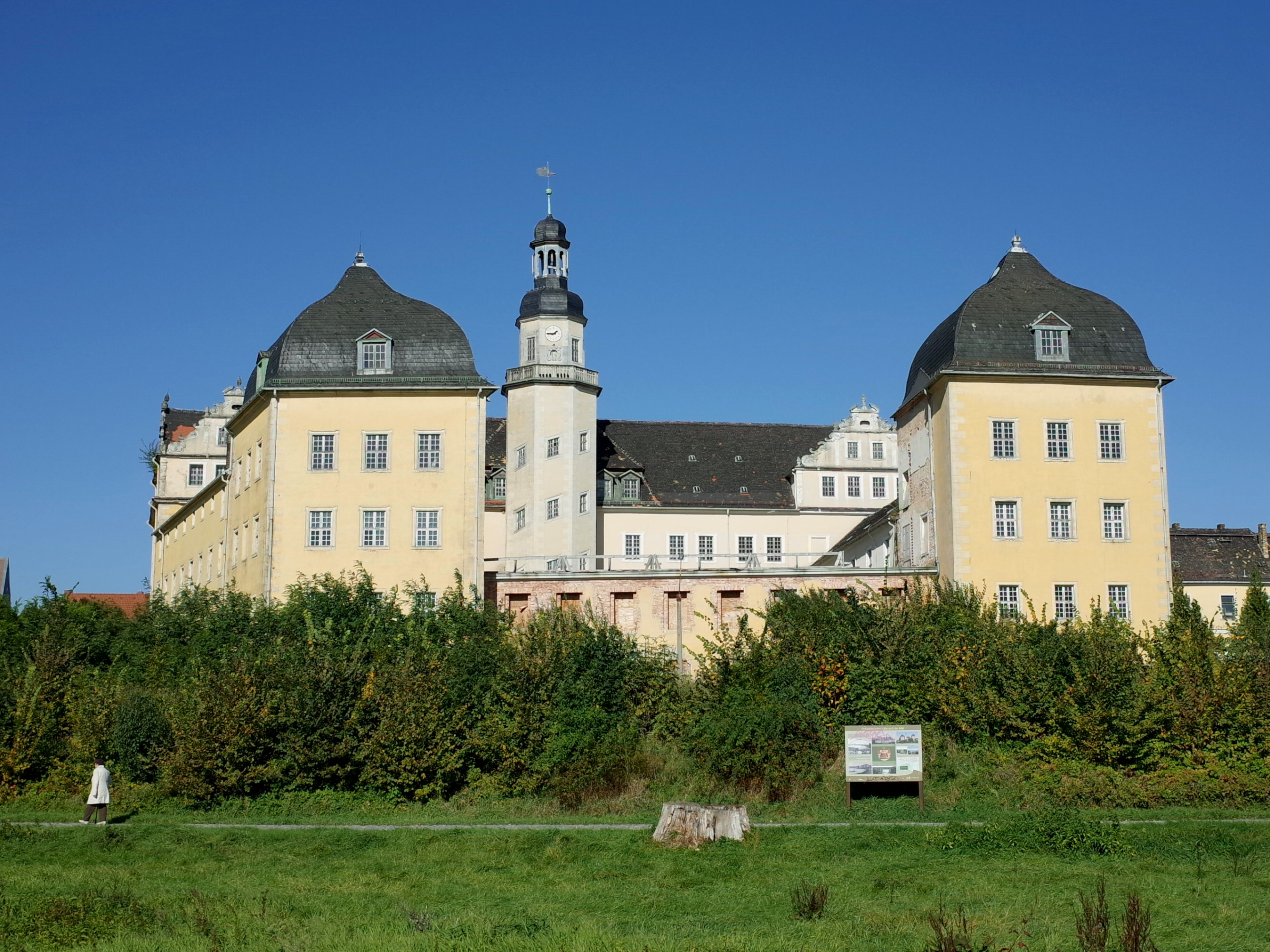
Schloss Coswig
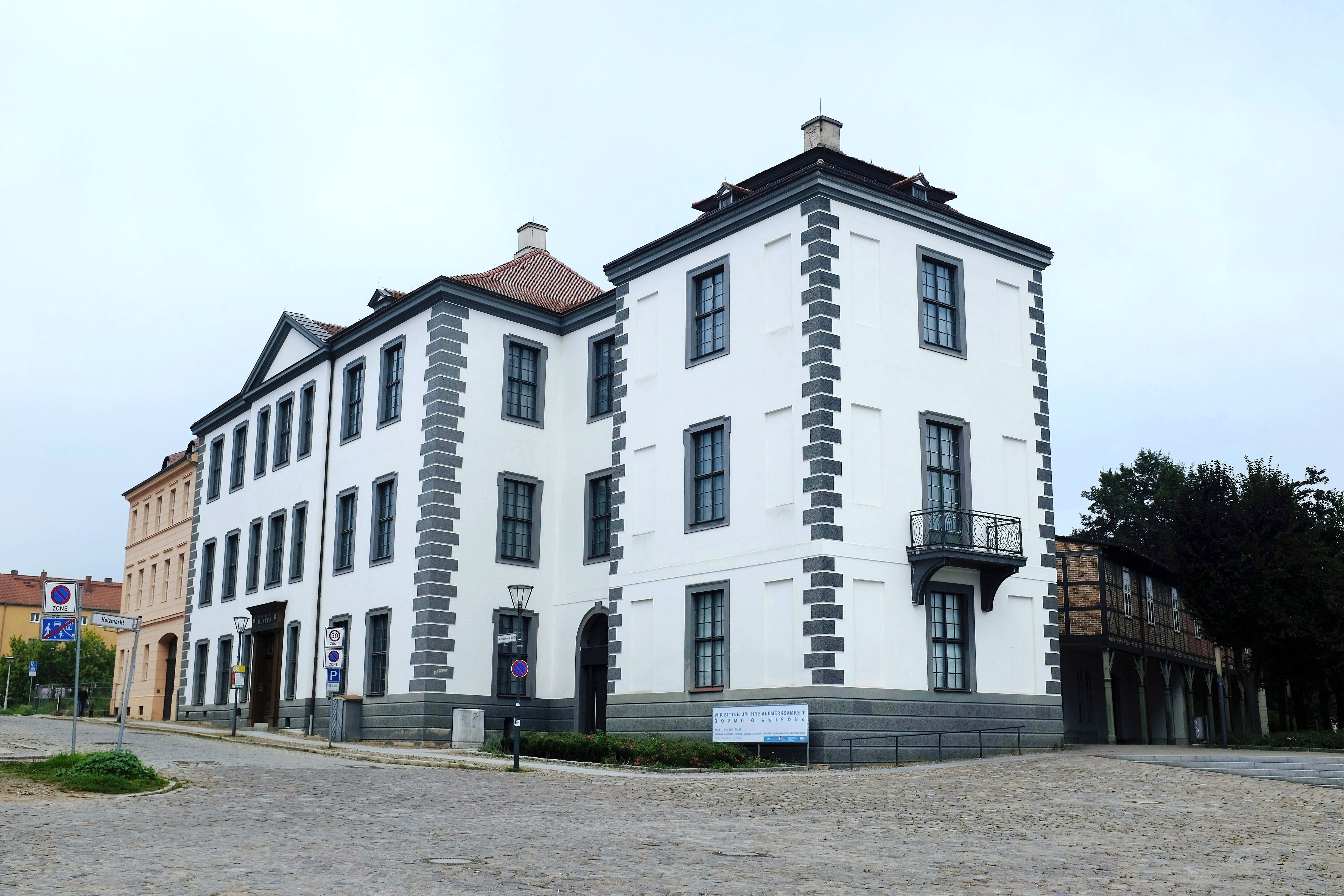
Junkerhaus (Frankfurt (Oder))
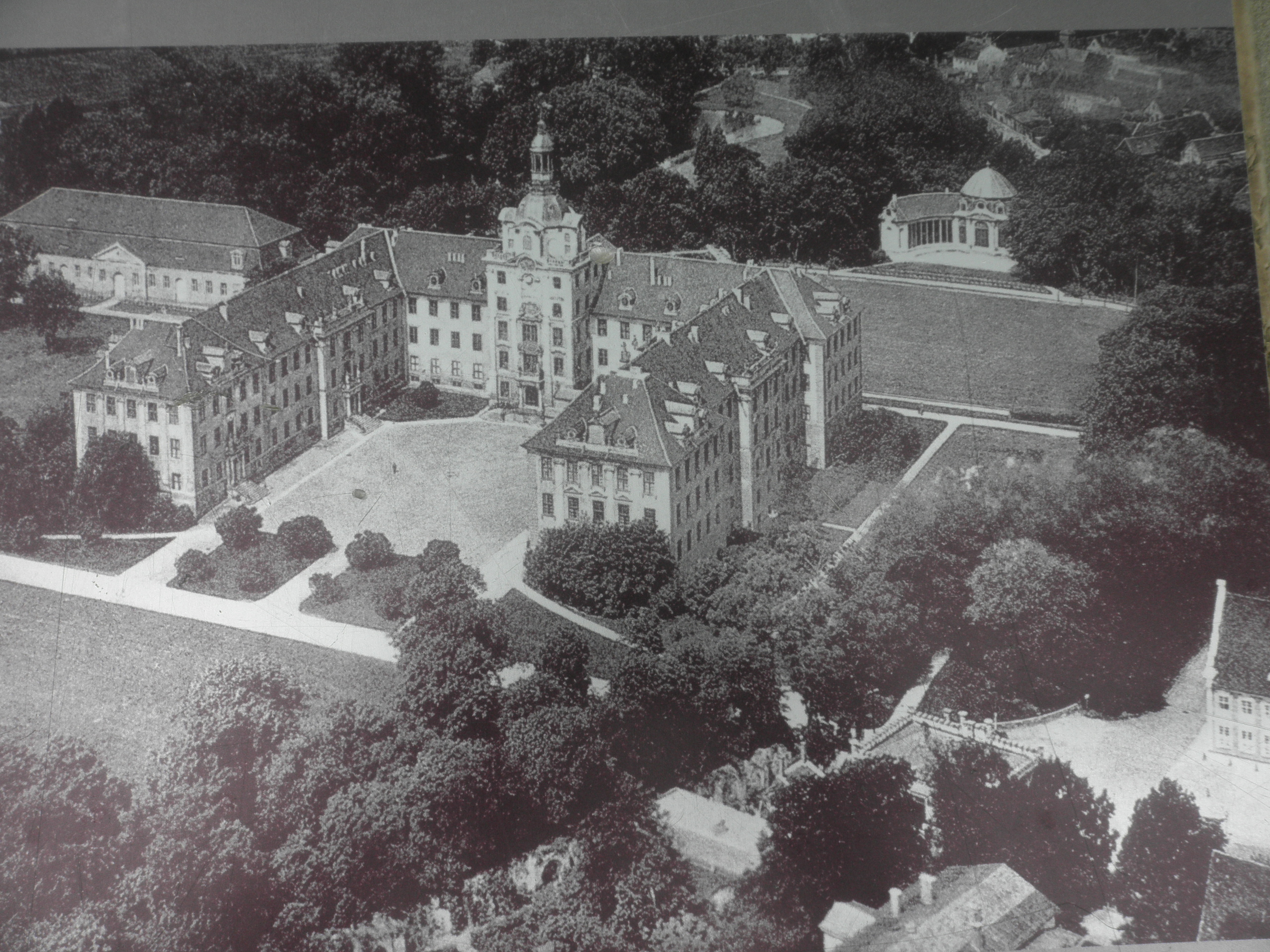
Schloss Zerbst
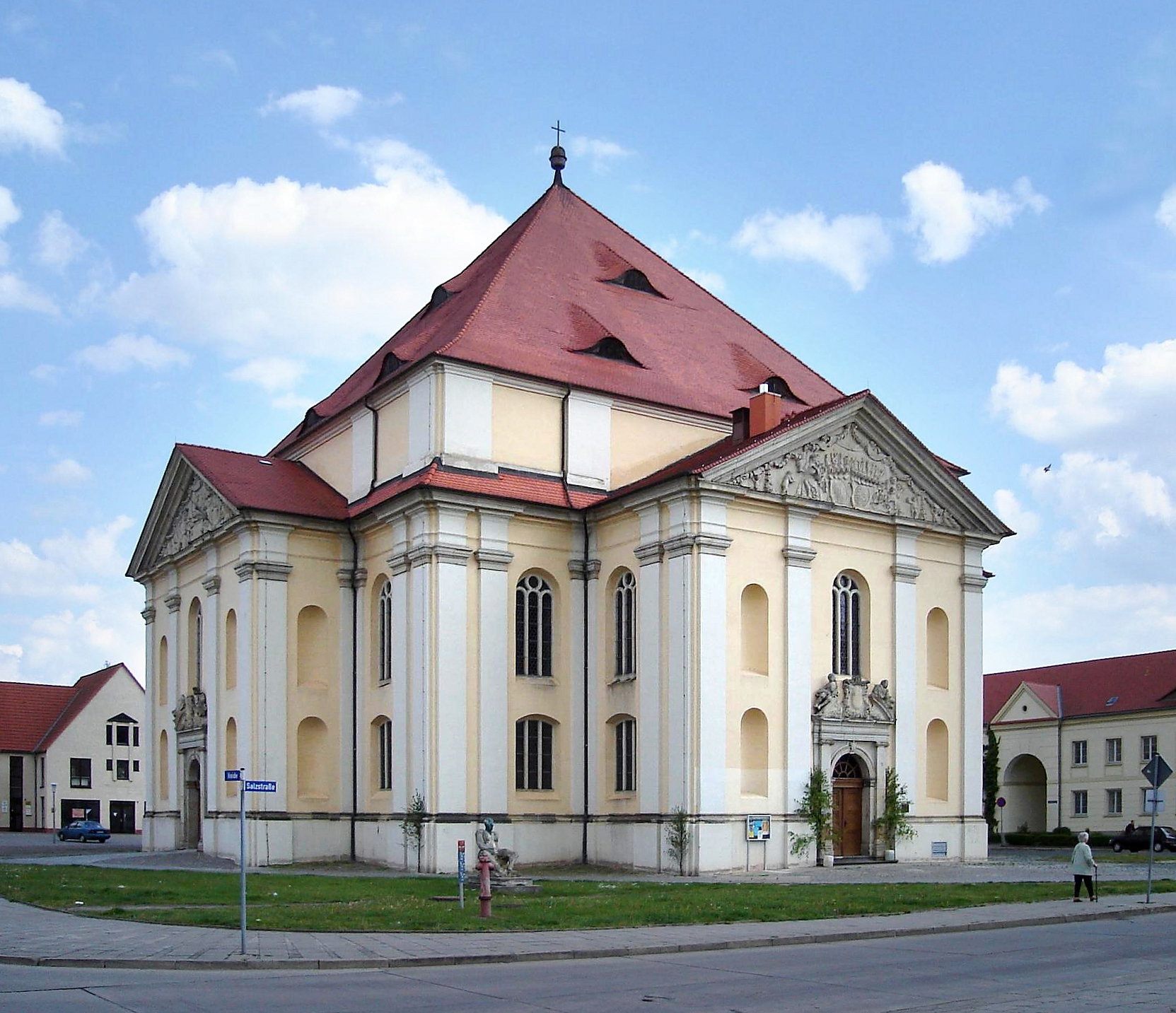
Trinitatiskirche Zerbst
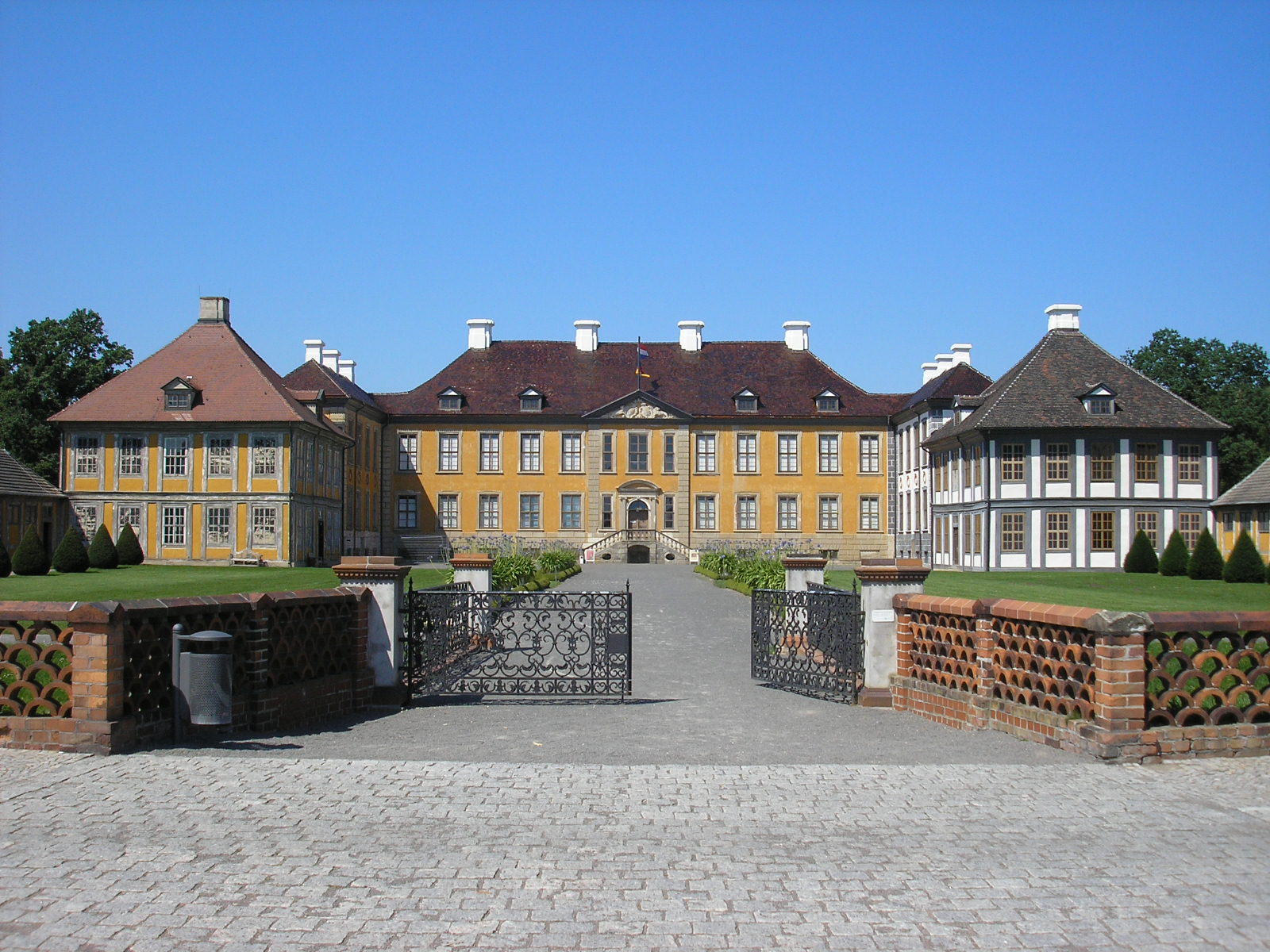
Schloss Oranienbaum
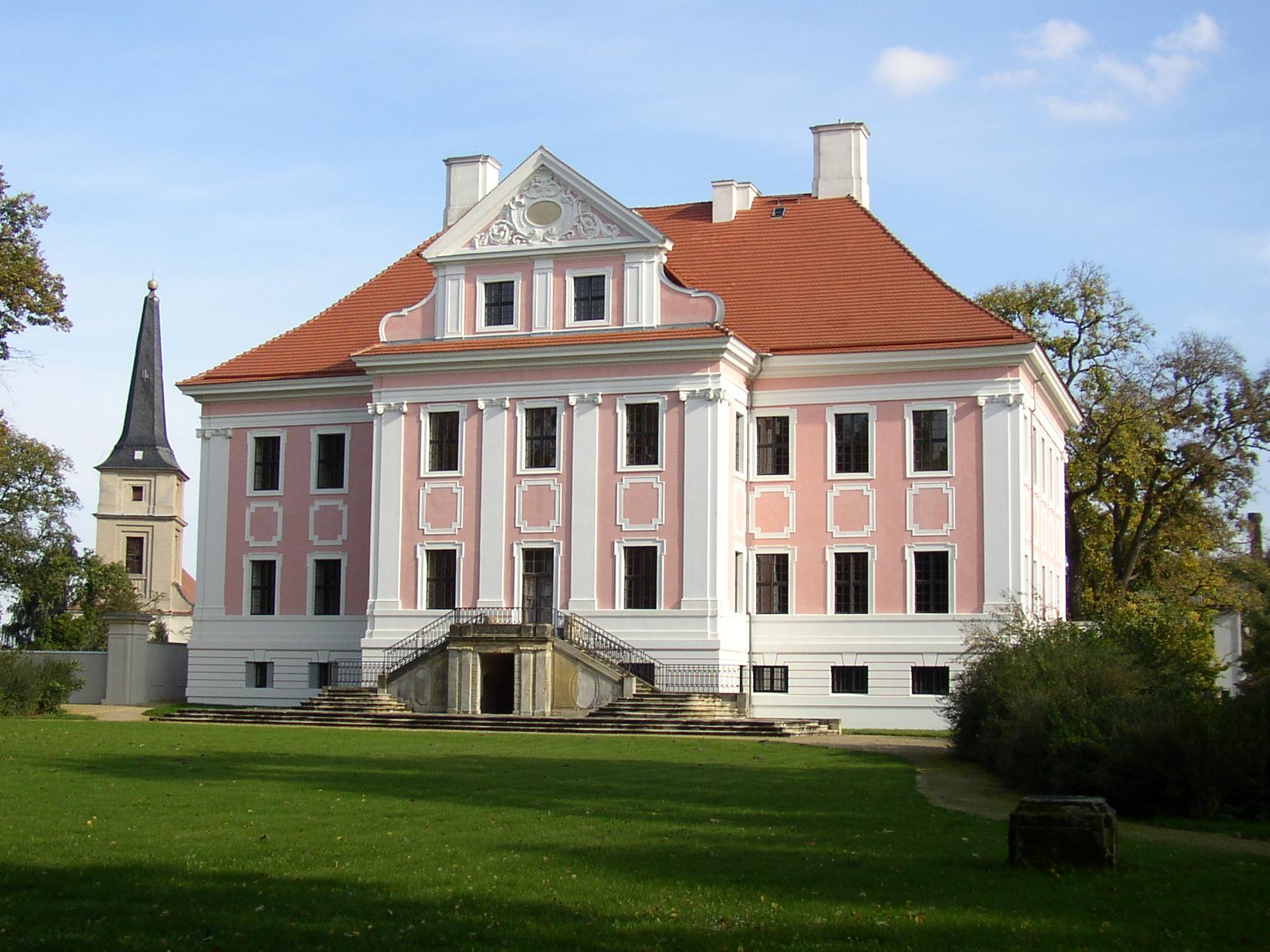
Schloss Groß Rietz